# Martiniplaza

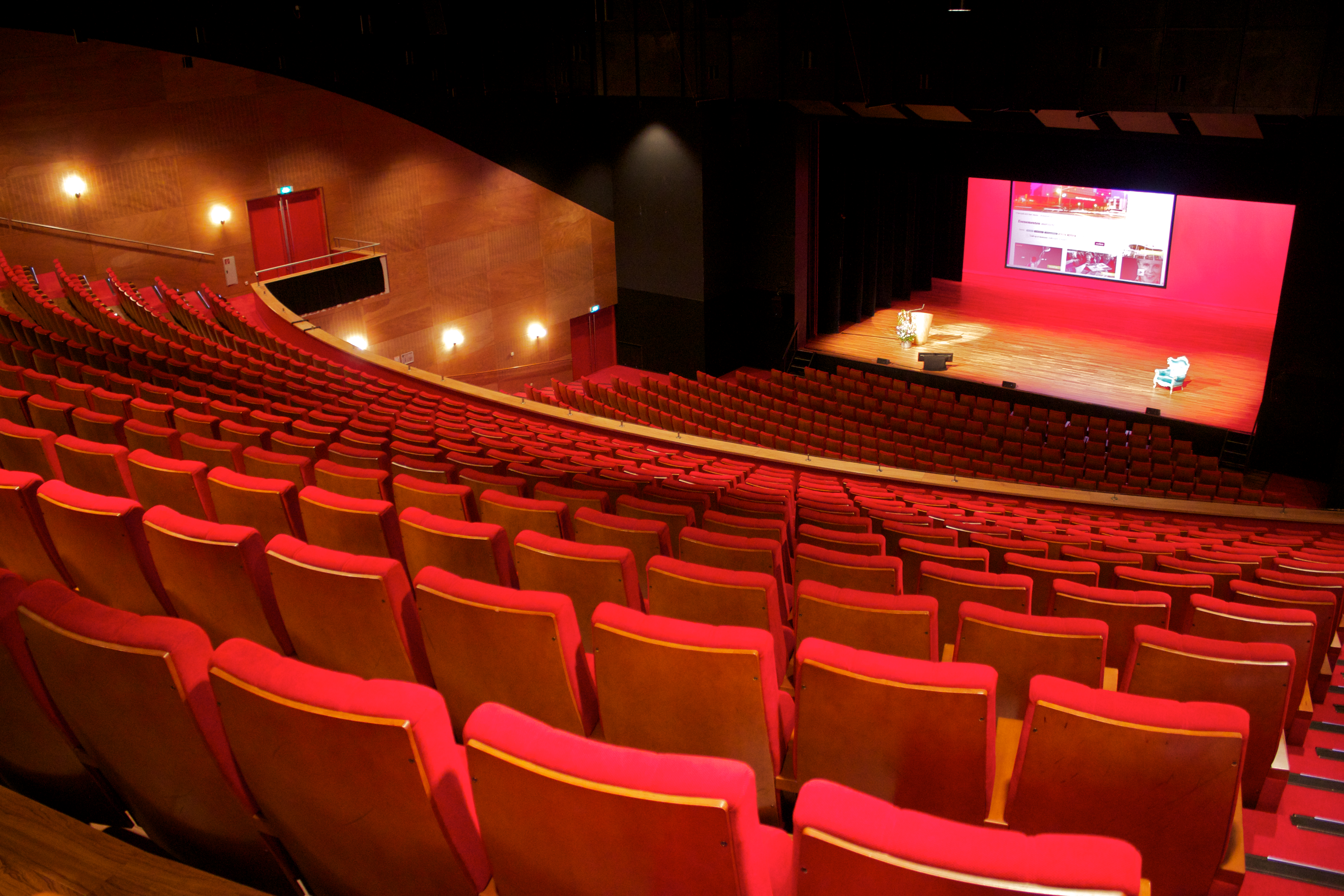
Martiniplaza theater

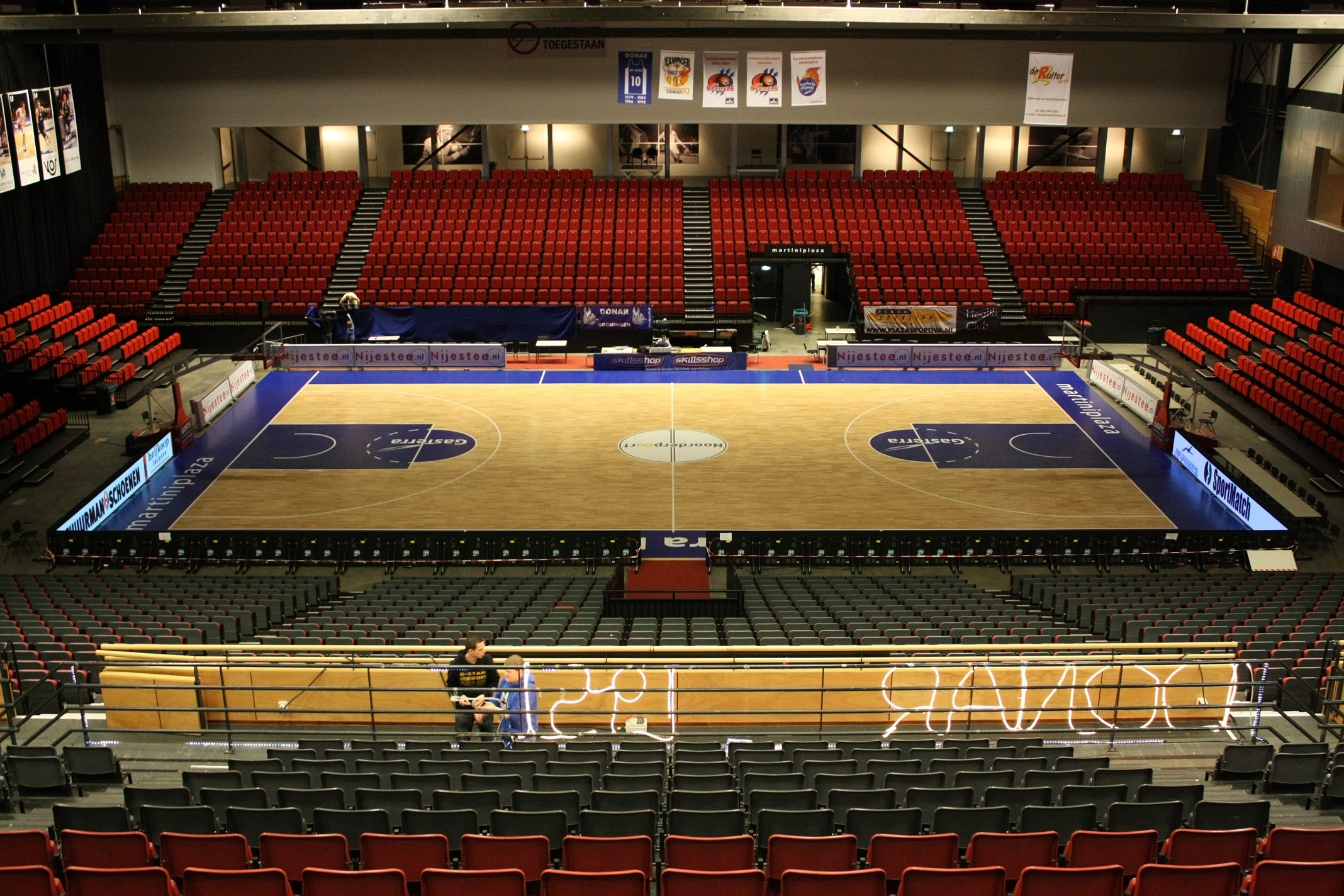
Martiniplaza middenhal, de thuisbasis van Donar

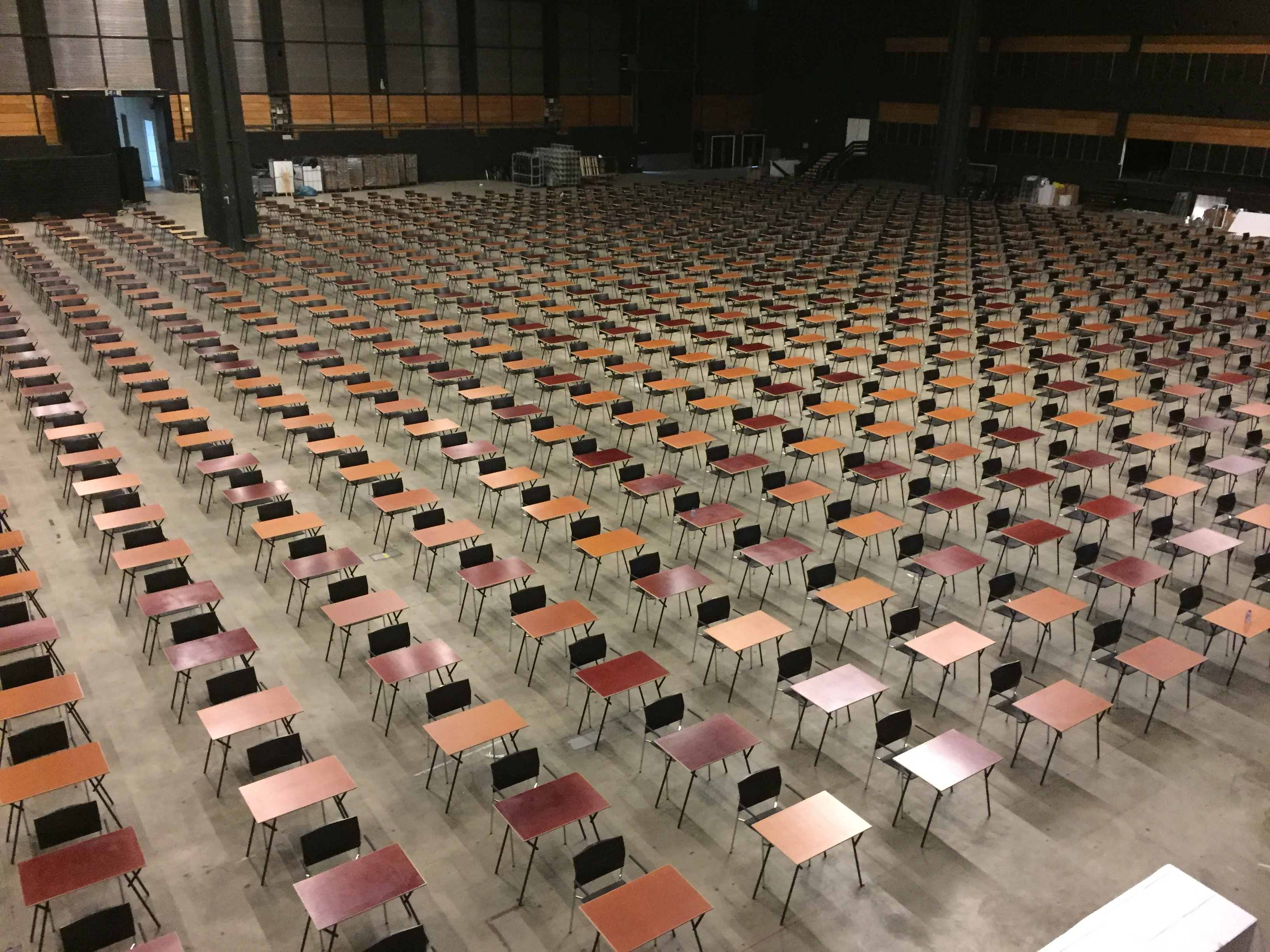
Tentamenopstelling van de voortgangstoets geneeskunde van de Rijksuniversiteit Groningen

Martiniplaza, tot 2011 Martinihal genoemd, is een complex in de Nederlandse stad Groningen. Het wordt gebruikt als evenementenlocatie, beurscomplex, theater, topsporthal en tentamenlocatie. De topsporthal is de thuishaven van basketbalclub Donar.

## Historie
In 1969 was er in Groningen behoefte aan een tentoonstellingscomplex. Daarom werd door de gemeente Groningen de Martinihal gebouwd, die aan die wens moest gaan voldoen, omdat er in die tijd nog geen gelegenheid voor grote manifestaties was. Het complex beschikte toen over expositiezalen, vergaderruimten en een restaurant. Het eerste concert na de opening was een optreden van The Byrds. In 1988 werd de naam veranderd in Martinihal Groningen.
In 1989 moest de Martinihal grondig van binnen en buiten gerenoveerd worden. Omdat de gemeente Groningen hiervoor geen geld had, werd besloten de Martinihal te privatiseren. Er werd echter geen goede kandidaat gevonden en daarom werd de Martinihal ondergebracht bij de zelfstandige Dienst Kunst en Cultuur van de Gemeente Groningen. In 1991 kwam er een nieuwe directeur, die ervoor moest zorgen dat de Martinihal weer een nieuwe start kon maken. Onder deze nieuwe directeur werd het achterstallig onderhoud grondig aangepakt en kwamen er twee nieuwe zalen bij.
In het jaar 2000 startte een ingrijpende verbouwing van het complex. De naam werd na de verbouwing veranderd in Martiniplaza. Het voormalige middenplein heeft plaatsgemaakt voor een nieuwe evenementen- en topsporthal, die voldoet aan alle internationaal gestelde topsporteisen.
De vroegere Evenementenzaal is omgebouwd tot het Martiniplaza Theater, met een capaciteit van 1600 zitplaatsen. Hiermee behoort Martiniplaza tot de 5 grootste theaters van Nederland.
In 2006 werd een volledig nieuwe, uitschuifbare businesstribune in de Topsporthal opgeleverd, samen met een ruime, luxueuze VIP-lounge.
In 2010 is het restaurant van Martiniplaza volledig verbouwd, en is de naam van het restaurant omgedoopt naar "Inspirations" aansluitend op de verbouwing van het restaurant zijn in 2011 ook de Springer foyer en zaal volledig gerenoveerd en vernieuwd.
Sinds september 2011 is de naam gewijzigd in MartiniPlaza en heeft het complex een nieuwe huisstijl in gebruik genomen. Per 2023 gebeurde dat opnieuw en werd de naam van het complex teruggewijzigd naar Martiniplaza.

## Tegenwoordig
Anno 2012 heeft Martiniplaza nog steeds het uiterlijk dat het kreeg bij de laatste verbouwing. In de topsporthal speelt de basketbalclub Donar zijn thuiswedstrijden en in het theater zijn grote musicals te zien. De evenementenhallen worden gebruikt voor terugkerende evenementen zoals de Woonbeurs Wonen en Co, de Promotiedagen en de Stadjersmarkt (een bekende rommelmarkt). Verder vinden er in de midden en expo-hal concerten plaats van bekende artiesten zoals UB40, Brian May, Marco Borsato, Faithless en Katie Melua.

### Duurzaamheid
Martiniplaza zet zich in om al haar activiteiten zo duurzaam mogelijk te laten laten plaatsvinden. De energievoorziening van het complex werkt middels een warmte-krachtkoppeling (WKK), waarbij alle extra gegenereerde stookwarmte effectief wordt hergebruikt. Alle nieuw aangebrachte verlichting in Martiniplaza is van het meest energiezuinige soort en stapsgewijs wordt ook de bestaande verlichting vervangen door lampen met deze modernere ledtechniek.
Op 6 april 2016 werd bekendgemaakt dat het dak van Martiniplaza bedekt zou gaan worden met 1800 zonnepanelen. Dit moest zorgen voor een energieopbrengst van 415.000 kWh.